# Willian Pacho
Willian Joel Pacho Tenorio (Quinindé, 16 oktober 2001) is een Ecuadoraans voetballer die doorgaans als centrale verdediger speelt. Hij verruilde Eintracht Frankfurt in de zomer van 2024 voor Paris Saint-Germain. Pacho maakte in 2023 zijn debuut als international voor het Ecuadoraans voetbalelftal.

## Clubcarrière

### Independiente del Valle
Pacho debuteerde in 2019 in het profvoetbal in dienst van Independiente del Valle. Hier werd hij in 2021 basisspeler. Hij behoorde dat jaar tot het team dat Independiente del Valle voor het eerst in de clubgeschiedenis landskampioen maakte. Hij speelde in totaal veertig wedstrijden voor Independiente del Valle.

### Royal Antwerp
Pacho tekende in januari 2022 een vijfjarig contract bij Royal Antwerp. Eerder kon hij ook al rekenen op interesse van Borussia Mönchengladbach, VfL Wolfsburg, Rangers FC en AS Monaco. Pacho werd voor zijn transfer naar Antwerp aan beide schouders geopereerd en kreeg de tijd om zich aan te passen. Hij maakte zo op 24 april 2022 zijn officiële debuut voor de club, in een Play-off 1-wedstrijd tegen Club Brugge (1–0-nederlaag). Trainer Brian Priske liet hem toen in de 83'ste minuut invallen. Op de laatste twee speeldagen speelde hij telkens 90 minuten, tegen respectievelijk Club Brugge (1–3-nederlaag) en Union Sint-Gillis (0–1-zege). 
Pacho werd in 2022/23 een onbetwiste basisspeler bij Antwerp. De nieuwe coach Mark van Bommel zette hem dat jaar in 39 van de 40 speelronden in de basis. Zijn ploeggenoten en hij wonnen dat seizoen zowel het landskampioenschap als de nationale beker.

### Eintracht Frankfurt
Pacho verruilde Antwerp in juli 2023 voor Eintracht Frankfurt, voor een bedrag dat de Belgische club zelf 'een recordtransfer' noemde, zonder een getal te noemen. Verschillende bronnen noemden bedragen variërend van 9 tot 16 miljoen euro. Op 13 augustus maakte hij in de DFB-Pokal tegen Lokomotive Leipzig zijn debuut voor Eintracht. Een week later maakte hij tegen SV Darmstadt 98 ook zijn Bundesliga-debuut. Hij miste slechts één competitiewedstrijd dat seizoen en kwam in alle competities tot 44 wedstrijden.

### Paris Saint-Germain
Een jaar na zijn komst verkocht Eintracht Frankfurt Pacho met een aanzienlijke winst aan Ligue 1-kampioen Paris Saint-Germain, dat veertig miljoen euro voor hem betaalde. Hij tekende in Parijs een contract voor vijf seizoenen tot de zomer van 2029. Op 16 augustus maakte hij tegen Le Havre zijn debuut voor PSG. Op 18 september maakte hij tegen Girona ook zijn debuut in de Champions League, dat hij in zijn eerste seizoen direct won. Hij maakte deel uit van de basiself die Internazionale op 31 mei 2025 met 5-0 versloeg. Het was de completisering van de treble, nadat eerder de Ligue 1 en de Coupe de France al gewonnen werd. Ook de Trophée des Champions werd dat jaar gewonnen. Op 5 juli, in de kwartfinale van het WK voor clubs tegen Bayern München speelde Pacho zijn 57'ste en laatste wedstrijd van het seizoen. Hij kreeg een rode kaart en miste daardoor de rest van het toernooi, waarin PSG de finale haalde maar die verloor van Chelsea. 
In de eerste wedstrijd van het nieuwe seizoen, de UEFA Super Cup tegen Tottenham Hotspur, stond Pacho direct weer basis en won hij zijn vijfde prijs met PSG, door de Engelsen op strafschoppen te verslaan.

## Clubstatistieken
| Seizoen | Club                    | Competitie             | Competitie | Competitie | Beker | Beker | Internationaal | Internationaal | Totaal | Totaal |
| Seizoen | Club                    | Competitie             | Wed.       | Dlp.       | Wed.  | Dlp.  | Wed.           | Dlp.           | Wed.   | Dlp.   |
| ------- | ----------------------- | ---------------------- | ---------- | ---------- | ----- | ----- | -------------- | -------------- | ------ | ------ |
| 2019    | Independiente del Valle | Campeonato Ecuatoriano | 1          | 0          | 0     | 0     | 0              | 0              | 1      | 0      |
| 2020    | Independiente del Valle | Campeonato Ecuatoriano | 8          | 0          | 0     | 0     | 1              | 0              | 9      | 0      |
| 2021    | Independiente del Valle | Campeonato Ecuatoriano | 17         | 0          | 1     | 0     | 12             | 0              | 30     | 0      |
| 2021/22 | Royal Antwerp           | Eerste Klasse A        | 3          | 0          | 0     | 0     | 0              | 0              | 3      | 0      |
| 2022/23 | Royal Antwerp           | Eerste Klasse A        | 39         | 0          | 6     | 0     | 5              | 0              | 50     | 0      |
| 2023/24 | Eintracht Frankfurt     | Bundesliga             | 33         | 0          | 3     | 0     | 8              | 0              | 44     | 0      |
| 2024/25 | Paris Saint-Germain     | Ligue 1                | 28         | 0          | 7     | 0     | 22             | 0              | 57     | 0      |
| 2025/26 | Paris Saint-Germain     | Ligue 1                | 0          | 0          | 0     | 0     | 1              | 0              | 1      | 0      |
| TOTAAL  | TOTAAL                  | TOTAAL                 | 139        | 0          | 17    | 0     | 49             | 0              | 195    | 0      |

Bijgewerkt op 15 augustus 2025.

## Interlandcarrière
Pacho werd in november 2022, toen hij nog geen enkele interland had gespeeld voor Ecuador, geselecteerd voor het WK 2022. Hij kwam op dit WK niet aan spelen toe. Hij maakte op 28 maart 2023 alsnog zijn interlanddebuut, tijdens een met 1–2 gewonnen oefeninterland in en tegen Australië. Bondscoach Félix Sánchez zette hem meteen in de basis. Pacho maakte in de 65'ste minuut het winnende doelpunt. Het was zijn eerste treffer in het profvoetbal, aangezien hij in clubverband nog nooit gescoord had. Hij miste in de zomer van 2024 geen enkele minuut op de Copa América, waarin Ecuador in de kwartfinale werd uitgeschakeld door Argentinië. Op 20 november was hij tegen Colombia voor het eerst aanvoerder van Ecuador.

## Erelijst
| Competitie              |                         |                         |
| Competitie              | Aantal                  | Jaren                   |
| Independiente del Valle | Independiente del Valle | Independiente del Valle |
| ----------------------- | ----------------------- | ----------------------- |
| Campeonato Ecuatoriano  | 1x                      | 2021                    |
| Royal Antwerp           |                         |                         |
| Eerste klasse           | 1x                      | 2022/23                 |
| Beker van België        | 1x                      | 2022/23                 |
| Paris Saint Germain     |                         |                         |
| Ligue 1                 | 1x                      | 2024/25                 |
| Coupe de France         | 1x                      | 2024/25                 |
| UEFA Champions League   | 1x                      | 2024/25                 |
| UEFA Super Cup          | 1x                      | 2025                    |
| Trophée des Champions   | 1x                      | 2025                    |

## Trivia
- Aanvankelijk hadden veel kanalen het over William Pacho, maar in december 2022 bevestigde de Ecuadoraan in een interview dat het Willian is.[5]